# Aphanius fasciatus
Aphanius fasciatus là một loài cá thuộc họ Cyprinodontidae. Nó được tìm thấy ở Albania, Algérie, Bosna và Hercegovina, Croatia, Cộng hòa Síp, Ai Cập, Pháp, Hy Lạp, Israel, Ý, Liban, Libya, Malta, Maroc, Serbia and Montenegro, Slovenia, Tây Ban Nha, Syria, Tunisia, and Thổ Nhĩ Kỳ. Các môi trường sống tự nhiên của chúng là saline lakes, saline đầm lầy, and coastal saline lagoons.

## Hình ảnh

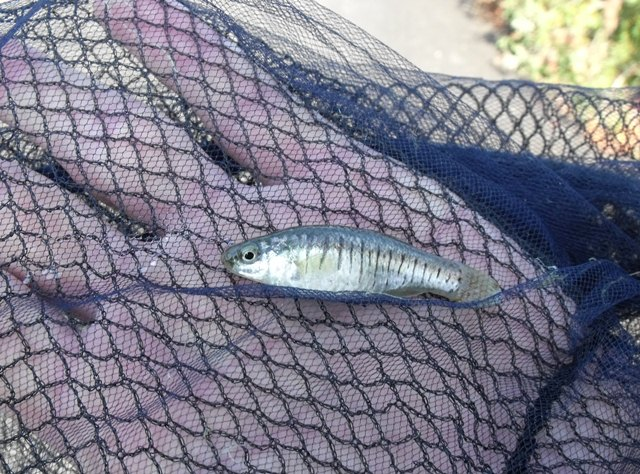
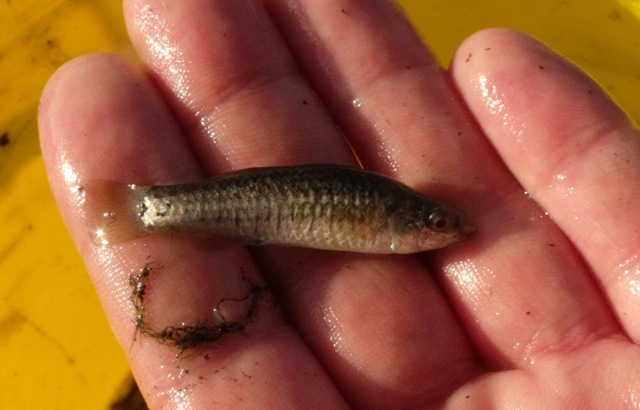
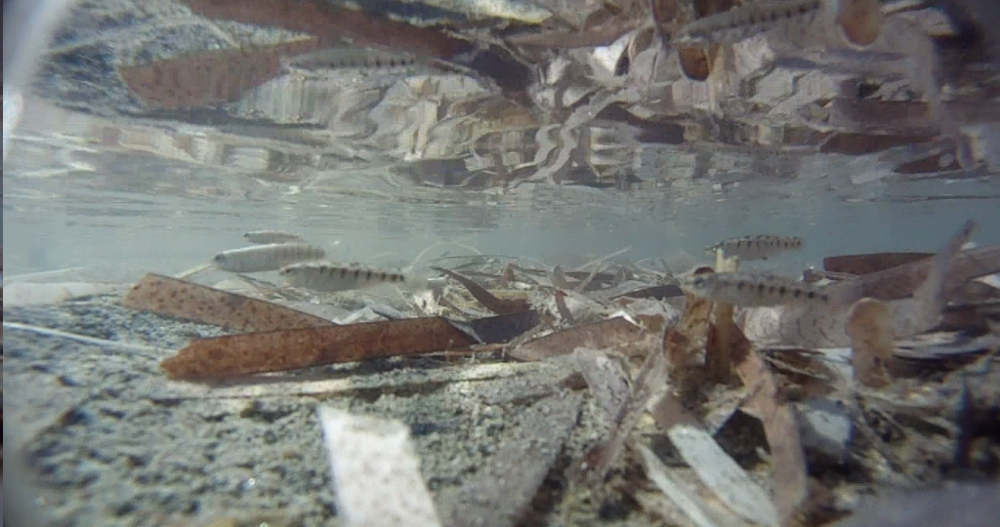
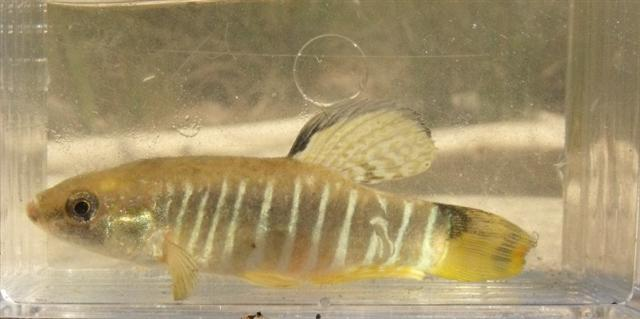